# كيت فيتزباتريك
كيت فيتزباتريك (بالإنجليزية: Kate Fitzpatrick)‏ هي ممثلة أسترالية، ولدت في 1 أكتوبر 1947 في أستراليا.

## وصلات خارجية
- كيت فيتزباتريك على موقع IMDb (الإنجليزية)
- كيت فيتزباتريك على موقع قاعدة بيانات الفيلم (الإنجليزية)